# Онучино (озеро)
Онучино — озеро у реки Уфимка в Октябрьском районе Уфы. Площадь водоёма 0,1 км².
Рядом расположено садоводческое товарищество «Зелёный мыс», урочище Курковское поле, кордон № 3. Есть протока в расположенный северней озеро. Вокруг озера почти сплошные лесные массивы.
Озеро Онучино огибают две дороги местного значения (с запада и востока).
Транспортная доступность ухудшило экологию озера.

## Происхождения названия
Возможно, от фамилии владельца мест — Онучин. Известен Онучин М. А., уфимский воевода (лето 1613 — январь 1614).

## Данные водного реестра
По данным геоинформационной системы водохозяйственного районирования территории РФ, подготовленной Федеральным агентством водных ресурсов:
- Код водного объекта 10010201411111100005426
- Код по гидрологической изученности 211100542
- Номер тома по ГИ 11
- Выпуск по ГИ 1